# Jean Nicot
Jean Nicot de Villemain, född 1530, död 4 maj 1600, var 1559-1561 fransk ambassadör i Portugal. Han växte upp i Nîmes i Frankrike och studerade i Toulouse och Paris innan han började tjänstgöra vid det franska hovet 1553. Under sin tjänstgöring i Lissabon lärde han sig mer om tobak från Damião de Góis och blev övertygad om dess medicinska fördelar.
År 1560 beskrev han tobakens fördelar i ett brev till den franska drottningen Katarina av Medici. När han senare återvände till hovet sägs han ha visat drottningen hur man bereder ett botemedel mot huvudvärk genom att krossa tobaksblad till ett pulver som kunde inhaleras via näsan. Tobak blev därefter populärt hos adeln.
Postumt utgavs hans franska lexikon Thrésor de la langue françoyse tant ancienne que moderne (1606).
1753 namngav Carl von Linné tobaksplantan Nicotiana efter Nicot. När nikotin kunde separeras från tobaksbladen 1828 fick Nicot även ge namn åt det.